# ديفيد إس. ستانلي
ديفيد إس. ستانلي (بالإنجليزية: David S. Stanley)‏ هو ضابط أمريكي، ولد في 1 يونيو 1828 في مقاطعة وين في الولايات المتحدة، وتوفي في 13 مارس 1902 في واشنطن العاصمة في الولايات المتحدة.